# A–215 Grad-M
Az A–215 Grad-M (cirill betűkkel: А-215 Град-М) szovjet-orosz 122 mm-es hajófedélzeti rakéta-sorozatvető rendszer, a 9K51 Grad sorozatvető haditengerészeti változata. Az 1970-es évek elején rendszeresítették a Szovjet Haditengerészetnél. Elsősorban nagy méretű partraszállító hajókat szereltek fel ezzel a fegyverrendszerrel, valamint a 2000-es évek elejétől épített 21630 Bujan és 21631 Bujan-M korvettek fegyverzetében is megtalálható.